# Smykowce
Smykowce – wieś na Ukrainie w rejonie tarnopolskim należącym do obwodu tarnopolskiego. Położona nad rzeką Hniezdeczną.
Południowo-wschodnią część wsi stanowi dawniej odrębna wieś Podsmykowce.

## Demografia
- 1870 rok: 664 mieszkańców[1];
- 1880 rok: 722, w tym 565 grekokatolików i 120 rzymskich katolików[1];
- 1921 rok: 992, w tym 704 Ukraińców i 259 Polaków[2];
- 1931 rok: 966[2];
- 1945 rok: w lutym ludność polska ewakuowała się ze wsi do Tarnopola pod wpływem ulotek z groźbami śmierci rozlepionych przez Ukraińców[2][3].
- Współcześnie wieś liczy 1035 mieszkańców.